# Sístole auricular
La sístole  és la contracció del teixit muscular cardíac auricular.
Aquesta contracció produeix un augment de la pressió en la cavitat cardíaca auricular, amb ejecció del volum sanguíni contingut.

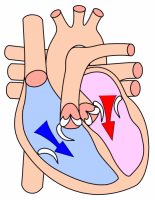
Sístole Auricular

La contracció de les aurícules fa passar la sang dels ventricles a través de les vàlvules auriculo-ventriculars. Mitjançant la sístole ventricular augmenta la pressió intraventricular cosa que causa la coaptació de les vàlvules auriculo-ventriculars i impedeixen que la sang es torni a les aurícules i que, per tant, surti per les artèries, ja sigui als pulmons o a la resta del cos. Després de la contracció el teixit muscular cardíac es relaxa i es dona pas a la diàstole, auricular i ventricular.